# Bahía del Monte Saint-Michel
La bahía del Monte-Saint-Michel (en francés: baie du Mont-Saint-Michel) es una extensa zona comprendida entre los departamentos de Ille-et-Vilaine y Mancha (Francia), alrededor del Monte Saint-Michel.
La característica más notable de la bahía son sus impresionantes mareas (hasta 15 metros), capaces de convertirla en unas horas en una gigantesca playa de más de 10 kilómetros de ancho. Al subir la marea, las aguas recuperan su sitio hasta rodear completamente al monte y convertirlo de nuevo en una isla.
El Monte Saint-Michel y su bahía figura desde 1979 en la lista del Patrimonio de la Humanidad de la Unesco, cuenta además con una gran biodiversidad.

## Enlaces externos

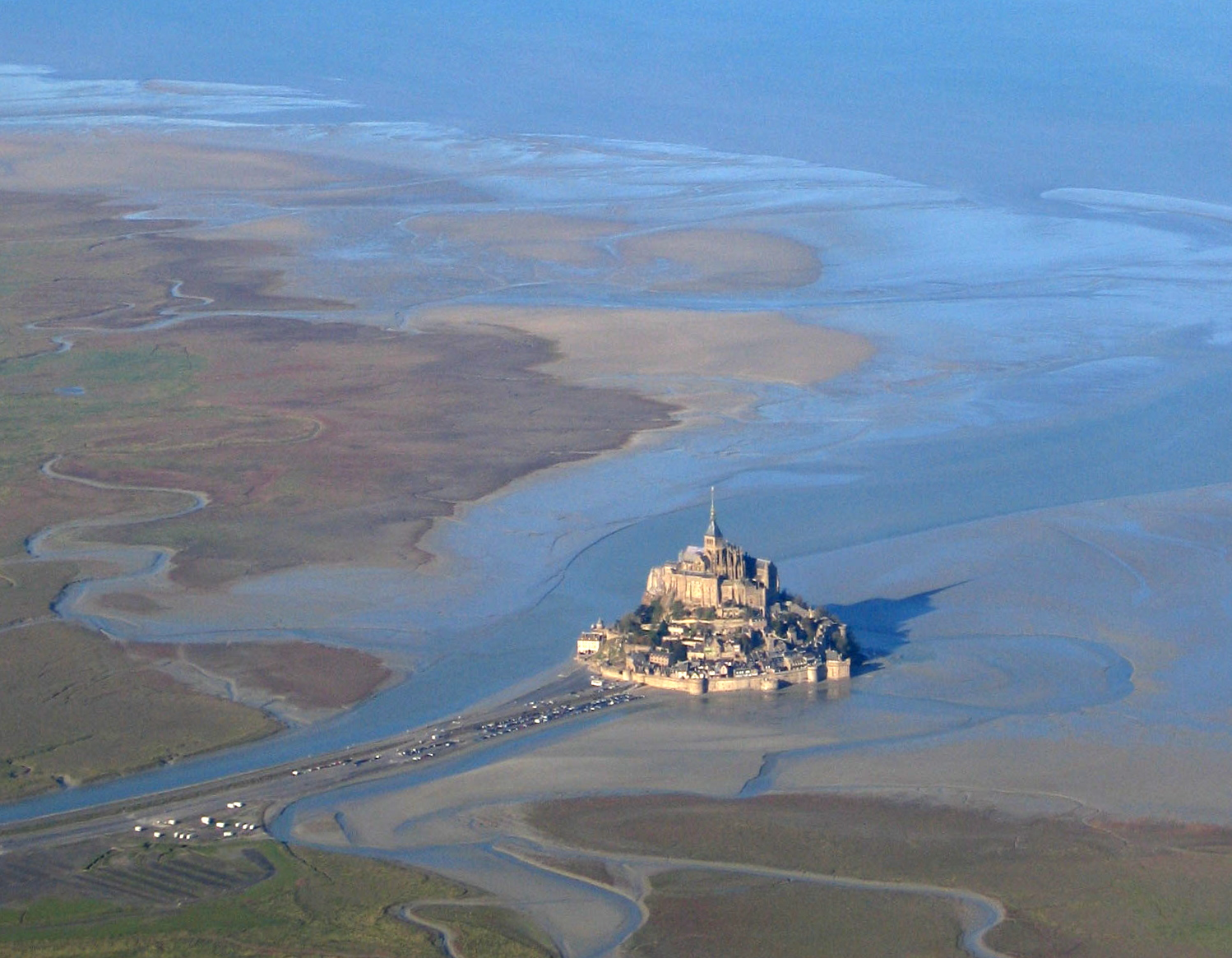
Vista aérea de la parte oriental de la bahía, con la isla.